# Personen- und Korrespondenz-Datenbank der Leibniz-Edition
Die Personen- und Korrespondenz-Datenbank der Leibniz-Edition ist eine Datenbank zur Erfassung  aller bisher bekannten Korrespondenzen des Universalgelehrten Gottfried Wilhelm Leibniz. Sie erschließt zunächst sämtliche Bände der Leibniz-Gesamtausgabe der Niedersächsischen Akademie der Wissenschaften zu Göttingen und der Berlin-Brandenburgischen Akademie der Wissenschaften (BBAW).
Die Datenbank gilt als „das beste Instrument zur Erschließung der Korrespondenten und des Korrespondenznetzwerkes“ von Leibniz und wird unter Federführung des Leibniz-Archivs Hannover laufend aktualisiert. Sie ist das Arbeitsinstrument der vier beteiligten Editionsstellen in
- Berlin: Ansprechpartner Harald Siebert, BBAW;[3]
- Hannover: Leitung Michael Kempe an der Gottfried Wilhelm Leibniz Bibliothek – Niedersächsische Landesbibliothek;[4]
- Münster:[1] Leitung Stephan Meier-Oeser an der Westfälischen Wilhelms-Universität[5] in der Nachfolge von Heinrich Schepers[6]
- Potsdam:[1] Leitung Martin Carrier.[7]